# Ласло Марковіц
Ласло Марковіц (угор. László Markovits; нар. 4 квітня 1970) — колишній угорський тенісист.
Найвищу одиночну позицію світового рейтингу — 604 місце досяг 19 жовтня 1987 року.

## Фінали

### Парний розряд (4–5)
| Легенда (одиночний розряд)                                   |
| Великий шлем (0)                                             |
| Tennis Masters Cup (0)                                       |
| Серія Мастерс ATP (0)                                        |
| Серія ATP Інтернешнл Ґолд / Серія 500 Світового туру ATP (0) |
| Тур ATP (0)                                                  |
| Челленджери (4)                                              |

| Результат | Ранг | Дата             | Турнір      | Покриття | Партнер        | Суперники                        | Рахунок       |
| --------- | ---- | ---------------- | ----------- | -------- | -------------- | -------------------------------- | ------------- |
| Поразка   | 1.   | 22 травня 1994   | Будапешт I  | Ґрунт    | Габор Кевеш    | Жоао Кунья е Сілва Нуно Маркес   | 7–6, 4–6, 6–7 |
| Поразка   | 2.   | 26 червня 1994   | Брауншвейг  | Ґрунт    | Габор Кевеш    | Орасіо де ла Пенья Хав'єр Санчес | 4–6, 6–7      |
| Перемога  | 3.   | 11 червня 1995   | Медельїн    | Ґрунт    | Вейн Блек      | Леандер Паес Мауріс Руа          | 7–5, 6–4      |
| Поразка   | 4.   | 27 серпня 1995   | Умаг        | Ґрунт    | Давід Екерот   | Луїс Лобо Хав'єр Санчес          | 4–6, 0–6      |
| Перемога  | 5.   | 5 листопада 1995 | Аахен       | Килим    | Давід Екерот   | Александр Мронц Ларс Реманн      | 6–7, 6–4, 7–6 |
| Перемога  | 6.   | 25 серпня 1996   | Грац        | Ґрунт    | Пабло Альбано  | Філіппо Мессорі Крістіан Бранді  | 6–4, 6–1      |
| Перемога  | 7.   | 15 вересня 1996  | Будапешт II | Ґрунт    | Аттіла Шавольт | Туомас Кетола Борут Урх          | Без гри       |
| Поразка   | 8.   | 17 вересня 1996  | Будапешт II | Ґрунт    | Габор Кевеш    | Емануел Коуту Жоао Кунья е Сілва | 6–4, 5–7, 4–6 |
| Поразка   | 9.   | 3 серпня 1997    | Познань     | Ґрунт    | Хорді Бурільйо | Давід Рікл Томаш Анзарі          | 3–6, 2–6      |